# Mistrzostwa Europy w Saneczkarstwie 1975
22. Mistrzostwa Europy w saneczkarstwie 1975 odbyły się we włoskim Olang. Rozegrane zostały trzy konkurencje: jedynki kobiet, jedynki mężczyzn oraz dwójki mężczyzn. W tabeli medalowej bezkonkurencyjne było NRD.

## Wyniki

### Jedynki kobiet
| Medal | Zawodniczka        | Narodowość | Czas | Strata |
| ----- | ------------------ | ---------- | ---- | ------ |
|       | Margit Schumann    | NRD        |      |        |
|       | Eva-Maria Wernicke | NRD        |      |        |
|       | Halina Kanasz      | Polska     |      |        |

### Jedynki mężczyzn
| Medal | Zawodnik        | Narodowość | Czas | Strata |
| ----- | --------------- | ---------- | ---- | ------ |
|       | Dettlef Günther | NRD        |      |        |
|       | Wolfram Fiedler | NRD        |      |        |
|       | Hans Rinn       | NRD        |      |        |

### Dwójki mężczyzn
| Medal | Zawodnicy                      | Narodowość | Czas | Strata |
| ----- | ------------------------------ | ---------- | ---- | ------ |
|       | Hans Rinn/Norbert Hahn         | NRD        |      |        |
|       | Horst Müller/Hans-Jörg Neumann | NRD        |      |        |
|       | Bernd Hahn/Ulrich Hahn         | NRD        |      |        |

## Klasyfikacja medalowa
| Miejsce | Państwo |   |   |   | Razem |
| ------- | ------- | - | - | - | ----- |
| 1.      | NRD     | 3 | 3 | 2 | 8     |
| 2.      | Polska  | 0 | 0 | 1 | 1     |